# ماجد امان
ماجد امان (انگلیسی: Majed Aman؛ زادهٔ ۶ سپتامبر ۱۹۹۴) یک بازیکن فوتبال اهل قطر است.